# Cutral-Co
Cutral-Có is een plaats in het Argentijnse bestuurlijke gebied Confluencia in de provincie Neuquén. De plaats telt 33.995 inwoners.

## Galerij

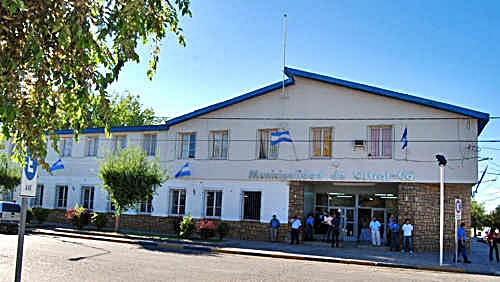
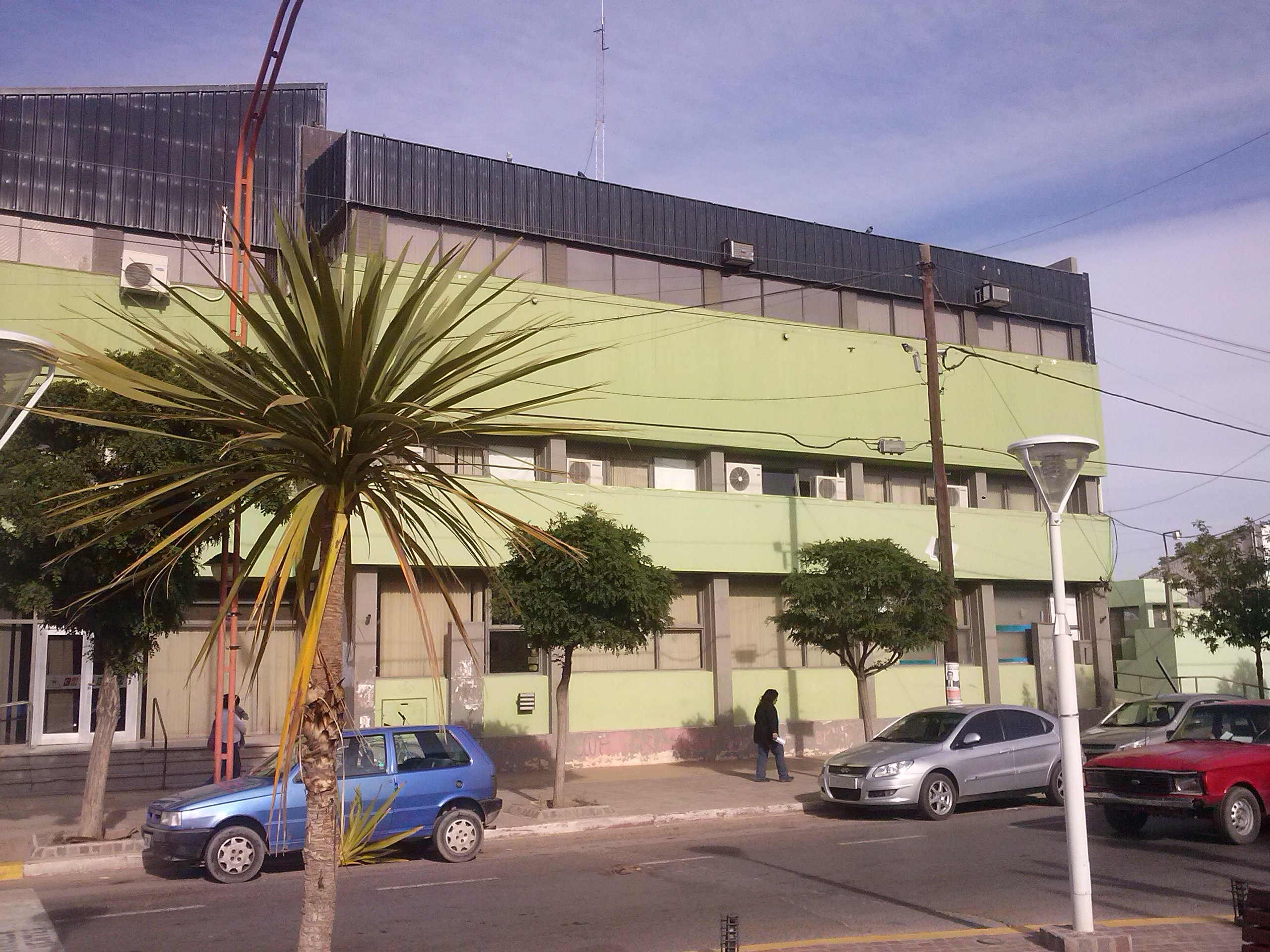
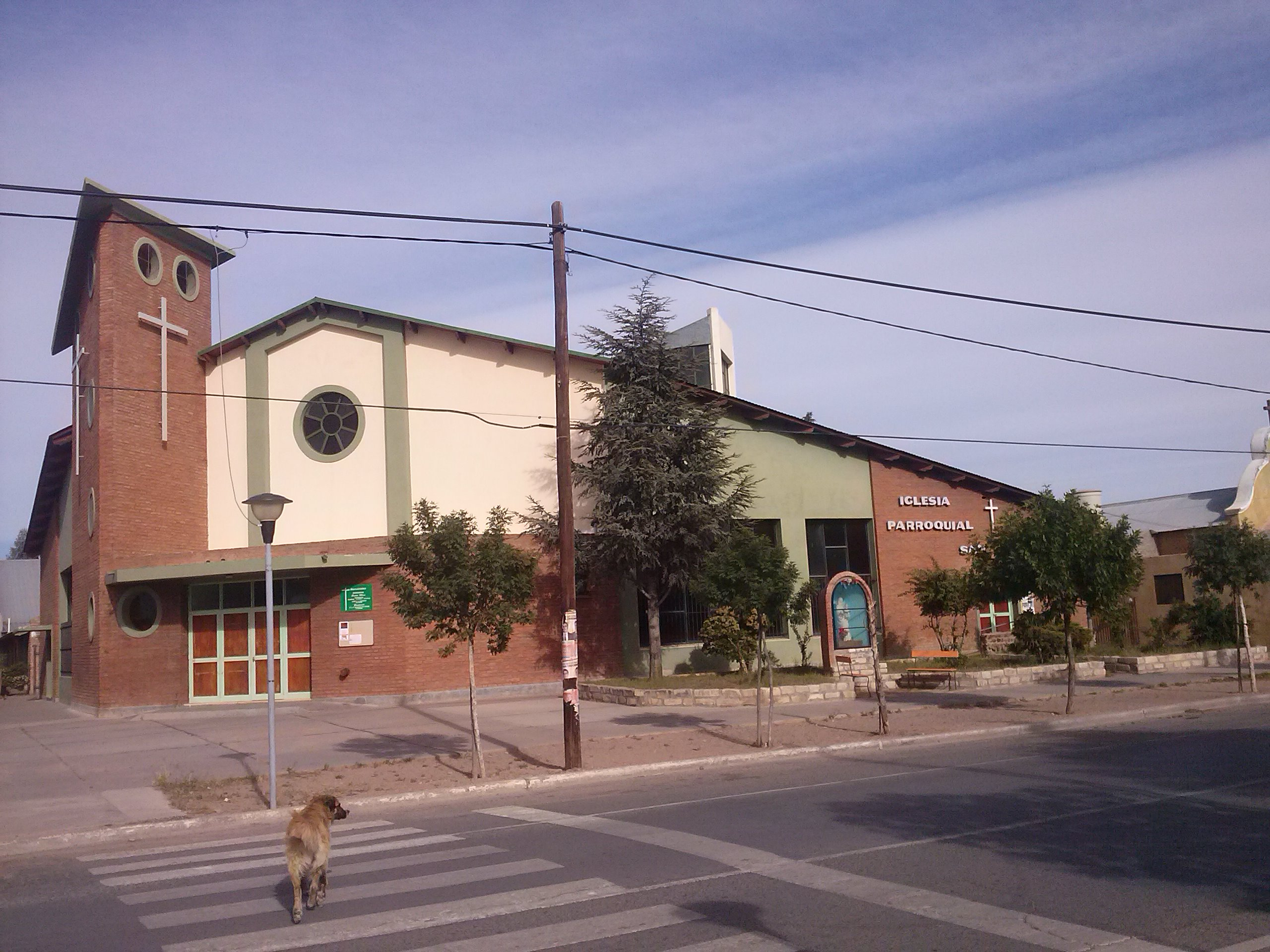
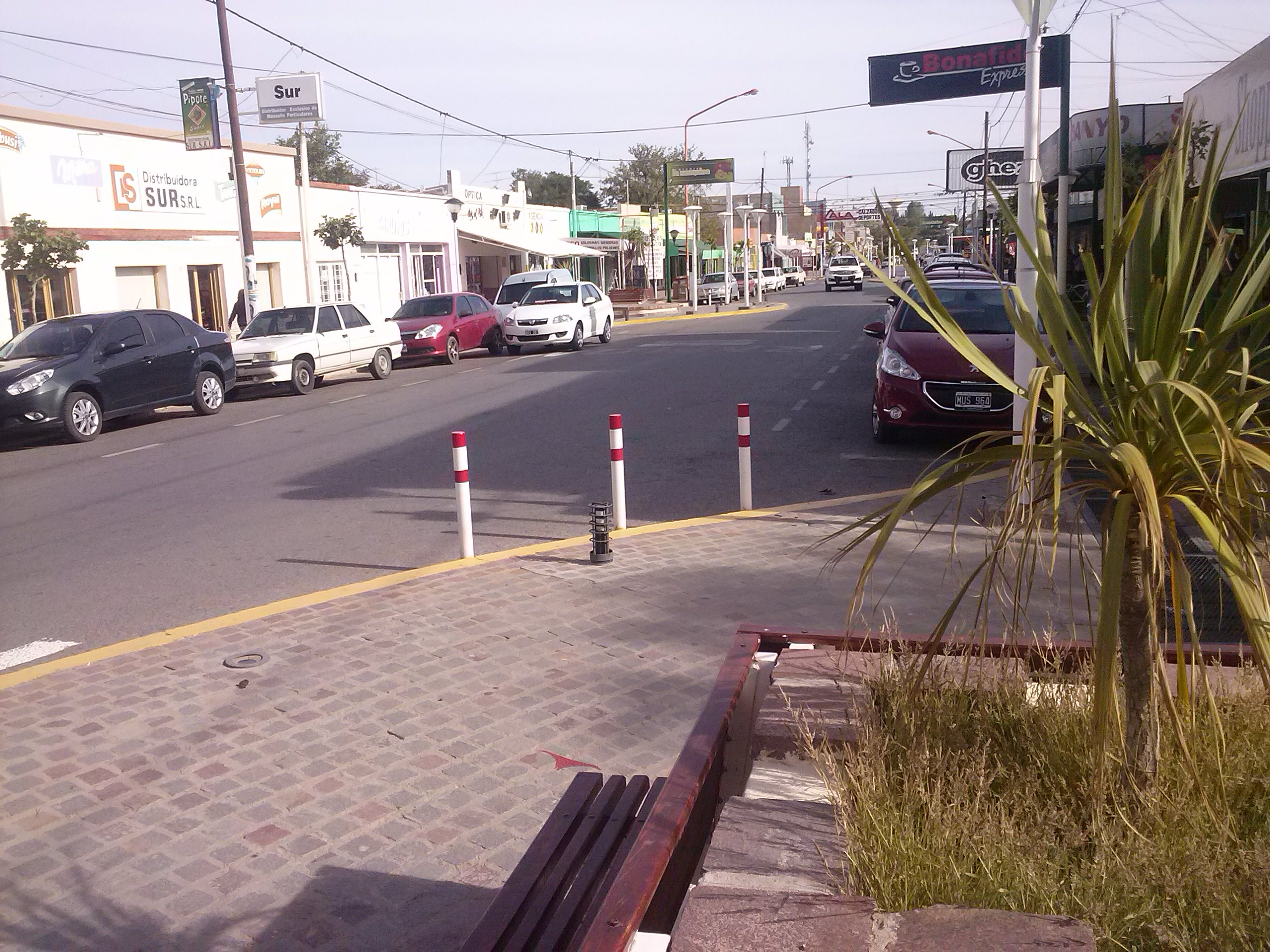